# Papalotla
Papalotla è un comune del Messico, situato nello stato di Messico.